# Hirschbach (Bad Birnbach)
Hirschbach ist ein Gemeindeteil des Marktes Bad Birnbach im niederbayerischen Landkreis Rottal-Inn.

## Lage
Das Pfarrdorf Hirschbach liegt etwa vier Kilometer nordwestlich von Bad Birnbach etwas abseits der Bundesstraße 388. Es hat seinen Namen vom Hirschbach, einem kleinen Nebenbach der Rott.

## Geschichte
Erstmals erwähnt wird Hirschbach im 12. und 13. Jahrhundert. Es bildete eine Hofmark, deren Besitzer die Niedere Gerichtsbarkeit ausübten. Inhaber der Herrschaft waren zu verschiedenen Zeiten die Holups, die Tattenbacher, die Ortenburger, die noch 1802 im Besitz von Hirschbach waren, und die Reichenberger. In kirchlicher Hinsicht ursprünglich Filiale von Birnbach, wurde Hirschbach 1859 Expositur und 1897 Pfarrei.
Die Gemeinde Hirschbach ging 1818 aus dem gleichnamigen Steuerdistrikt hervor. Sie wurde am 1. April 1971 um Brombach vergrößert, kam aber mit der Gebietsreform in Bayern am 1. Juli 1972 zu Birnbach. Im Jahr 1982 wurde Hirschbach, inzwischen u. a. mit zwei neuen Dorfbrunnen ausgestattet, von einer Jury zum „schönsten Dorf des Landkreises Rottal-Inn“ gewählt.

## Sehenswürdigkeiten
- Die 1457 vollendete spätgotische Pfarrkirche St. Martin erhielt 1881 eine Erweiterung. In ihrem Inneren sind Reste der spätgotischen Bemalung erhalten. Die Ausstattung ist barock, neubarock und modern. Der Unterbau der Kirche weist romanische Merkmale auf.
- In Hirschbach befinden sich stattliche Bauernhöfe. Auf dem Dorfplatz ist ein großer Vierseithof aus der Mitte des 19. Jahrhunderts besonders bemerkenswert.

## Bildung und Erziehung
- Volksschule Hirschbach (Grundschule)

## Vereine
- DJK SV Brombach-Hirschbach
- Reservistenkameradschaft Hirschbach
- Katholische Landjugendbewegung (KLJB) Hirschbach-Brombach
- Freiwillige Feuerwehr Hirschbach

## Persönlichkeiten
In Hirschbach ist der FDP-Landtagsabgeordnete Franz Xaver Kirschner (* 19. August 1953) geboren.